# Centropogon beslerioides
Centropogon beslerioides är en klockväxtart som först beskrevs av Carl Sigismund Kunth, och fick sitt nu gällande namn av Dc. Centropogon beslerioides ingår i släktet Centropogon och familjen klockväxter. Inga underarter finns listade i Catalogue of Life.